# Taurotettix elegans
Espèce
Synonymes
- Callistrophia elegans Melichar, 1900
- Taurottettix (Callistrophia) elegans (Melichar)

Taurotettix elegans est une espèce d'insectes hémiptères de la famille des Cicadellidae, de la sous-famille des Deltocephalinae et de la tribu des Cicadulini.
Elle est trouvée en Asie (Chine, Kazakhstan, Kirghizistan, Mongolie, Russie, Tadjikistan, Turquie, Turkménistan, Ouzbékistan).